# いわき市立泉中学校
いわき市立泉中学校（いわきしりつ いずみちゅうがっこう）は、福島県いわき市泉町玉露にある公立中学校。

## 概要
略称は「泉中（いずみちゅう）」。学校のある場所は泉町北部丘陵地帯の南斜面に位置し、「花立の丘」と呼ばれている。生徒数は、1年生225名・8クラス、2年生253名・8クラス、3年生266名・8クラスの 744名である（2025年4月9日現在）。特別支援学級（花立・潮風）4クラスが含まれるいわき市で最も人数が多い。直近では令和3年がピークとみられる。
校歌「花立の丘」（昭和38年12月12日制定）、高橋新二作詞、石河清作曲。全国的にも珍しい男女2部合唱の校歌である。全3番。

## 教育方針
- 校訓
  - 至誠
- 教育目標
  - 豊かな心を持ち、思いやりのある生徒
  - 自ら学び、個性を伸ばす生徒
  - 心身を鍛え、たくましく生き抜く生徒

## 校舎・施設

### 現在の校舎・施設
- 本校舎（本校舎）：全クラスの教室の他、職員室、事務室、理科室、被服室、コンピューター室、図書室、美術室などが入っている。職員室は2階にある。3階建ての鉄筋コンクリート製。2010年5月竣工。
- 第二校舎（特別棟）：本校舎北側の高台にある校舎。音楽室や技術・調理室などが入る。二階建て。1994年竣工。
- 体育館：本校舎の西側にある。2015年東日本大震災によって建て替えられる。
- 武道館：本校舎北側の高台（第二校舎の西側）にある。体育館より小規模な屋内運動施設。1999年竣工。
- 校庭：本校舎の南側にある。本校舎の建て替えにより以前と比べ若干狭くなったため、全部活動が入るスペースがない。
- その他、プールやテニスコート、部室や駐輪場などがある。

### かつて存在していた校舎・施設
- 旧本校舎：全クラスの教室の他、職員室などが入っていた。3階建ての鉄筋コンクリート製。老朽化が激しいため建て替えが行われた。2008年1月取り壊し。
- 中校舎：旧本校舎と第二校舎の間にあった1階建ての校舎。美術室や視聴覚室が入っていた。老朽化が激しく、旧本校舎と共に取り壊された。2008年1月取り壊し。
- 旧体育館：学校の規模に対して若干小さく、全校生が入るだけでほぼ一杯になってしまっていた。また、老朽化が激しく、天井の一部がはがれ落ちていた。2011年3月11日に発生した東北地方太平洋沖地震により、基礎部分にひびが入ったり窓ガラスが割れたりするなどの被害を受け、使用不可能となった。2013年取り壊し。
- プレハブ校舎：本校舎の建て替え工事の際、校庭にプレハブの仮設校舎が建設され、使用されていた。全クラスの教室の他、職員室や特別教室などが入っていた。床や壁がはがれたり、水漏れが起こったりするというトラブルが頻繁に起こっていた。2009年11月取り壊し。

※仮設校舎が設営されて校庭が使用できなかった期間は、泉駅西側の常磐線沿いにある臨時グラウンドや泉小学校近くの市民グラウンド等を使用して、体育の授業や部活動が行われていた。

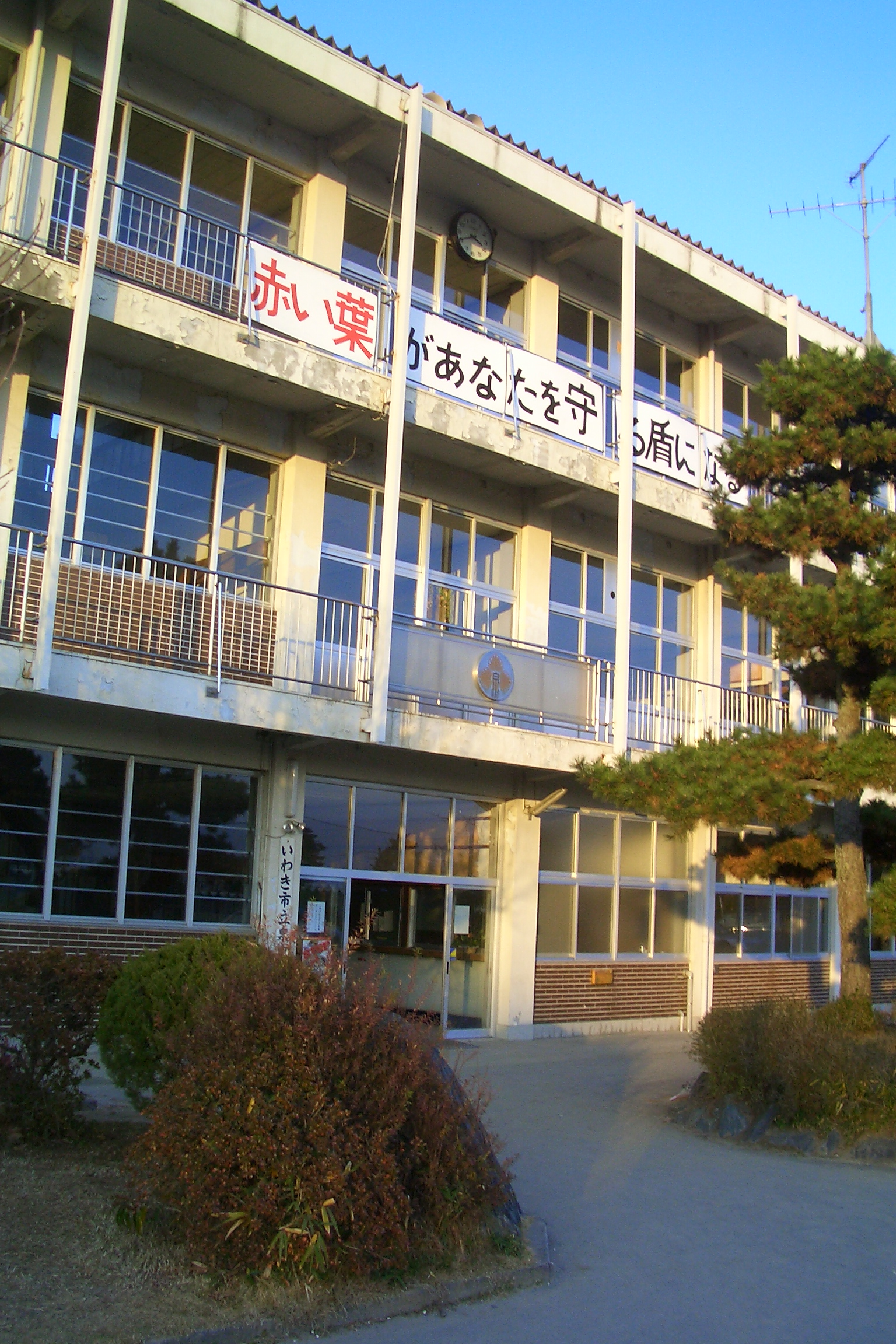
泉中学校旧校舎（2008年1月取り壊し）
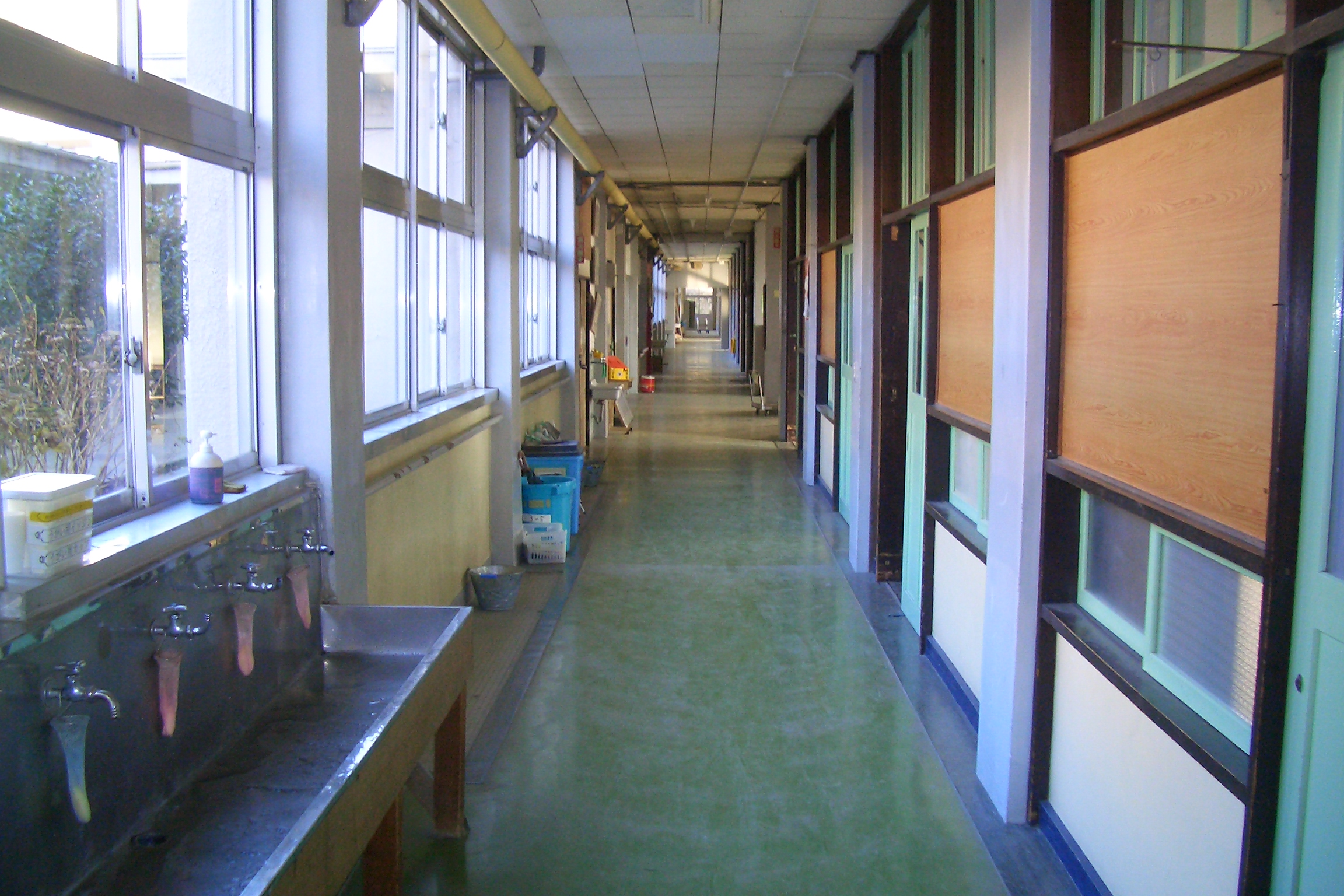
旧校舎内部（2008年1月取り壊し）
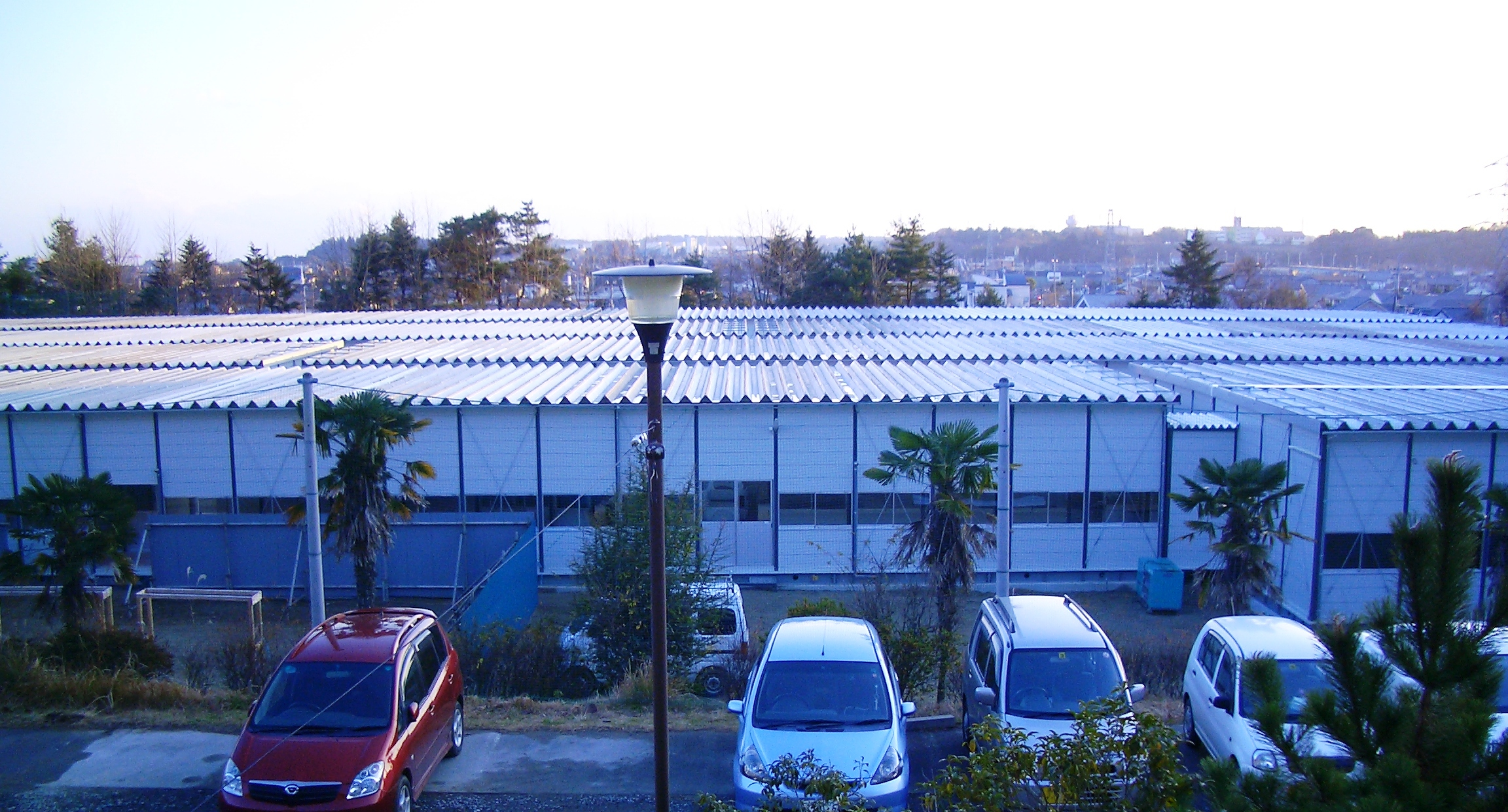
プレハブ校舎（2009年11月取り壊し）
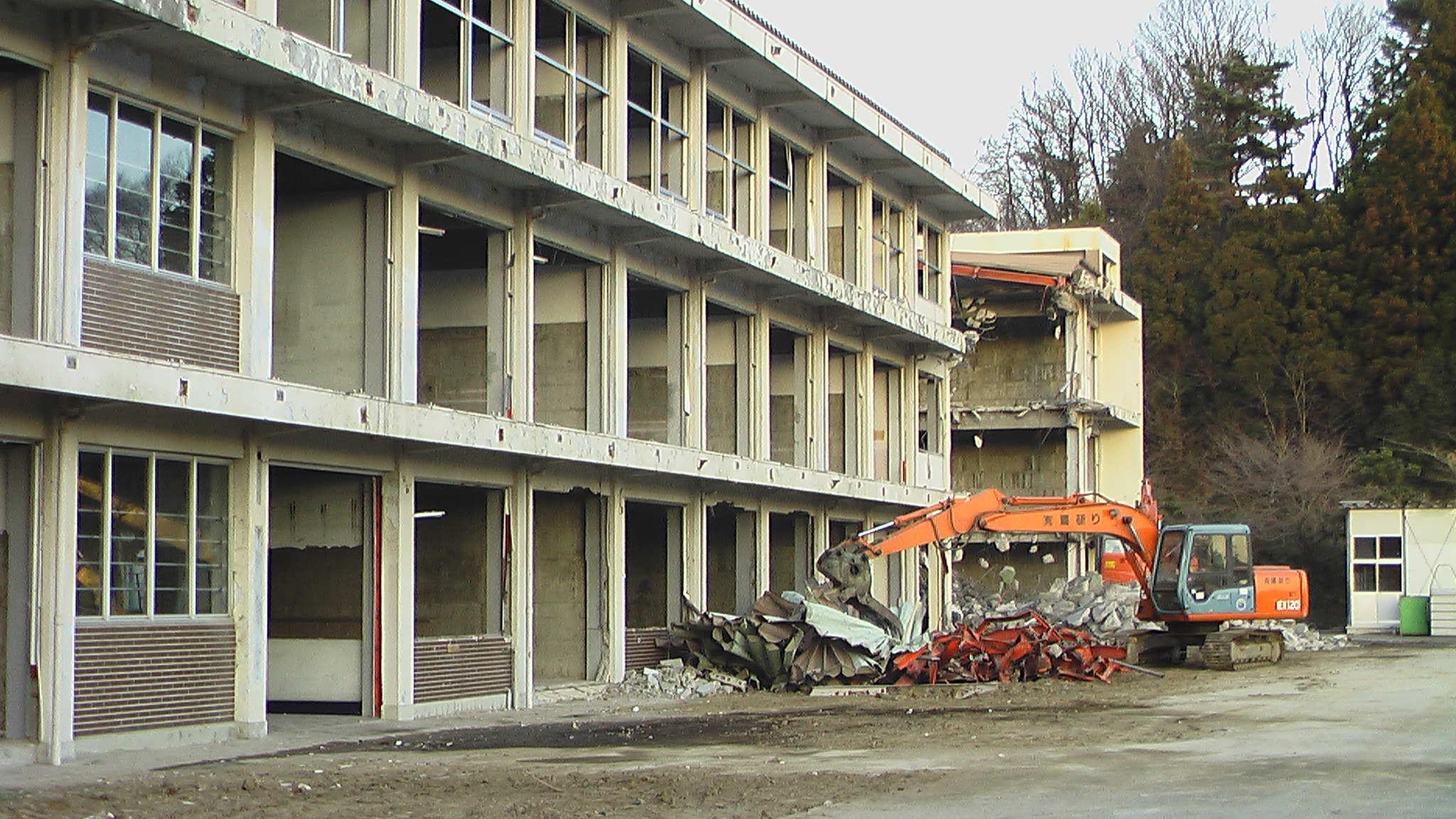
旧校舎の取り壊し

## 授業
- 通常日課：1校時50分
- 特別日課：1校時45分

1日の授業時間は主に木曜日が5時間授業、その他は6時間授業である。（行事など等で変更になる場合あり）

## 生徒会活動
泉中学校の生徒会は、生徒会総会を最高決定機関とする組織である。
総会の下には生徒会本部と中央委員会が設置されている。
さらに、生徒会本部の下には部活動委員会が、中央委員会の下には専門委員会、特別委員会、学年委員会が、それぞれ設置されている。
- 生徒会本部の役員には、会長（1名）、副会長（男女各1名）、書記（2名）、庶務（2名）の7つのポストがある。役員は前期と後期の2期制で、9月と2月に総選挙が行われる。立候補者が複数の場合は、立会演説会の後投票を行う。立候補者が1人の場合は無投票当選となり、信任投票は行われない。
  - 部活動委員会：各部活動の部長が所属する。
- 中央委員会：生徒会本部役員、各専門・特別委員会委員長、各学級委員長が所属する。中央委員長は生徒会長。
  - 専門委員会：図書委員会、放送委員会、広報委員会、安全委員会、給食委員会、保健委員会、体育委員会、美化委員会、ICT委員会（2024年にJRC委員会が廃止され、新たにICT委員会が設置された）
  - 特別委員会：週番委員会（各学級の委員長1名、副委員長1名、書記2名が所属する）
  - 学年委員会：第1学年部会、第2学年部会、第3学年部会（各学級の委員長が所属する）

これらとは別の独立した組織として、選挙管理委員会が設置されており、生徒会本部役員選挙の管理・開票・発表をする。各学級代表1名（専門委員会と兼任）からなる。

## 花立祭
花立祭は、毎年10月の終わりごろから11月のはじめごろに行われる、クラス対抗の合唱コンクールをメインとした文化祭である。合唱コンクールのほかに職員合唱や全校合唱、そしてアトラクションとしてダンスや演劇が行われ、毎年大いに盛り上がる泉中の最大の行事である。
- 各クラスによる合唱コンクールでは自由曲を歌うほか、学年ごとに課題曲が決まっており、ここ数年は3年生は「旅立ちの日に」、2年生は「時を超えて」、1年生は「夢の世界を」を歌っている。熱心なクラス、特に3年生は夏休み前から歌の練習に励み、開催日が近くなると全ての学級が朝の時間・昼休み・放課後の練習を行うようになる。各学年、金賞2クラス（学級数により変更あり）、銀賞2クラス、指揮者賞1名（数名の場合あり）、伴奏者賞1名（数名の場合あり）などの特別賞があり、金賞を受賞した中で最も優秀なクラスには「立葵賞」という最高賞が授与される。
- アトラクションでは、クラスや部活の仲間、友達などが集まり、結成されたグループによってダンスや演劇、バンドのライブなどが行われる。アトラクションはここ数年、積極的に参加するグループが増えており、花立祭の中で最も盛り上がる部分としての重要なパートを占めつつある。
- 職員合唱があり、その合間に先生によるコントがいくつか行われる。普段は真面目な先生の意外な一面を見ることができるので、生徒にとても好評な企画である。(だが、最近は行われていない)
- 本番の2～3ヶ月から生徒による花立祭実行委員会が立ち上げられ、入念に計画されるのだが、クラスとアトラクションの発表グループが多いため、かなりハードなスケジュールであり、毎年終了予定時刻を大幅にオーバーする。
- 平成22年度は、いわき芸術文化交流館アリオスで開催。平成23年度は、東北地方太平洋沖地震の影響で体育館が損壊し、使用できなかったため、本校武道館と泉小学校体育館で2日間に分けて開催。

## 部活動
泉中は部活動が盛んであることで有名で、各部が数多くの成績を残している。部活動の活動時間は、木曜日(部活によって異なる)以外の放課後（行事など等で変更になる場合あり）と朝の時間（一部の部のみ）である。
- 常設部

野球(男)、ソフトボール(女)、バスケットボール(男女)、ソフトテニス(男女)、卓球(男女)、ハンドボール(男女)、剣道(男女)、柔道(男女)、バレーボール(男女)、陸上競技(男女)、サッカー(男)、水泳(男女)、吹奏楽(男女)、情報(男女)、美術(男女)、合唱(男女)、箏曲(男女)
- 特設部

駅伝(男女・平成22年度途中より新設)、応援団(男女)、バトミント(男女・令和2年度より新設)、新体操(男女？・新設年は不明)
令和2年度には、陸上競技部(男子共通200m)が全国大会に出場した。平成28年度には、剣道部(男子団体、並びに個人)が全国大会に出場した。平成25年度には、剣道部(男子団体)が全国大会に出場した。平成22年度には、陸上競技部（女子4×100メートルリレー）が全国大会に出場した。平成19年度には、男子バレーボール部と陸上競技部（男子4×100メートルリレー)が全国大会に出場した。そのほか、毎年多くの部活動が東北大会や県大会に出場し、優秀な成績を収めている。また、部活動以外にも、野口英世賞や放送コンテスト、書道展や造形作品展、弁論大会など様々な分野で活躍している生徒が多数いる。

## 進学前小学校
- いわき市立泉小学校
- いわき市立泉北小学校
- いわき市立渡辺小学校

## 交通
- JR常磐線泉駅より約2.0km

## 著名な出身者
- 古長拓（プロ野球選手）